# یوشیکو اوکادا
یوشیکو اوکادا (به ژاپنی: 岡田嘉子, Okada Yoshiko); ۲۱ آوریل ۱۹۰۲ – ۱۰ فوریهٔ ۱۹۹۲) بازیگر اهل ژاپن بود.
از فیلم‌ها یا برنامه‌های تلویزیونی که وی در آن نقش داشته است می‌توان به مسافرخانه‌های توکیو، تا روزی که باز یکدیگر را ببینیم، زن اهل توکیو، و طلوع و غروب توراسان اشاره کرد.